# Mortiers, Charente-Maritime

Mortiers este o comună în departamentul Charente-Maritime, Franța. În 1 ianuarie 2022 avea o populație de 170 de locuitori.